# Совјетска економска реформа 1965.
Совјетска економска реформа 1965, која се понекад назива и реформа Косигина (рус. Косыгинская реформа) или Либерманова реформа, била је скуп планираних промена у привреди СССР. Централни део ових промена било је увођење профитабилности и продаје као два кључна индикатора успеха предузећа. Део профита предузећа би отишао у три фонда, који би се користио за награђивање радника и проширење пословања; већина би ишла у централни буџет.
Реформе је политички увео Алексеј Косигин — који је управо постао премијер Совјетског Савеза након смене Никите Хрушчова — и ратификовао их је Централни комитет у септембру 1965. Они су одражавали неке дуго тињале жеље СССР-ових математички оријентисаних економских планера и иницирали помак ка већој децентрализацији у процесу економског планирања.

## Позадина
Под Лењином, Нова економска политика је дозвољавала и користила концепте профита и подстицаја за регулацију совјетске економије. Стаљин је ову политику брзо трансформисао колективизацијом фарми и национализацијом индустрије, што је било резултат убрзања централног планирања, што је илустровано у „петогодишњим плановима“. Отприлике од 1930. године, Совјетски Савез је користио централизовани систем за управљање својом економијом. У овом систему, јединствена бирократија је креирала економске планове, који су распоређивали раднике на послове, одређивали плате, диктирали расподелу ресурса, успостављали нивое трговине са другим земљама и планирали ток технолошког напретка. Малопродајне цене робе широке потрошње фиксиране су на нивоима намењеним тржишном обрачуну. Цене велепродајне робе су такође биле фиксне, али су оне више служиле рачуноводственој функцији него као тржишни механизм. Колективне фарме су такође плаћале централно одређене цене за залихе које су им биле потребне, а за разлику од других сектора, њихови радници су примали плате које су директно зависиле од профитабилности пословања.
Иако су совјетска предузећа теоретски била вођена принципом хозрачета (рус. хозрасчёт       или „рачуноводство“) – што је од њих захтевало да испуне очекивања планера у оквиру система утврђених цена за своје улазе и излазе – имали су мало контроле над највећим одлукама које су утицале на њихово пословање. Менаџери су имали одговорност да планирају будућу бруто производњу, коју су стално процењивали испод могућности да би касније на папиру премашили предвиђање. Менаџери су тада добијали бонусе ( премије ) за вишак производа без обзира на то да ли је произведен на исплатив начин или је њихово предузеће уопштено профитабилно. Бонуси за учинак долазили су у износима који су понекад једнаки основним платама менаџера. Систем је такође подстицао бесмислена повећања величине, тежине и цене производних резултата, једноставно зато што је произведено „више“.

### Успон оптималних планера
Економске реформе су се појавиле током периода велике идеолошке дебате о економском планирању. Више математички, „кибернетички“, гледишта су у почетку сматрана девијантним од ортодоксне марксистичке економије, која је сматрала да вредност добра произилази искључиво из рада . Ова доктрина, разрађена у таквим делима као што је Стаљинова књига из 1952. године, Економски проблеми социјализма у СССР-у, описује систем цена као капиталистички реликт који ће на крају нестати из комунистичког друштва.
Ипак, компјутеризована економија је добила важну улогу за врхунске планере, чак и док се конвенционална марксистичко-лењинистичка политичка економија предавала у већини школа и била промовисана као исходиште скупа ставова за регулисање јавне потрошње. Све већи утицај статистичког планирања у совјетској економији огледао се у стварању Централног економског математичког института (Центральниј економско-математическиј институт; ТСЕМИ), који је водио Василиј Сергејевич Немчинов. Немчинов, заједно са проналазачем линеарног програмирања Леонидом Канторовичем и инвестиционим аналитичарем Виктором Валентиновичем Новожиловим, добио је Лењинову награду Битка између „оптималног“ планирања и планирања конвенција беснила је током 1960-их.
Друга тенденција у економском планирању истицала је „нормативну вредност прераде“, односно важност потреба и жеља у процени вредности производње.

### Косигин и Брежњев замењују Хрушчова
Велике промене широм совјетског света постале су могуће 1964. године са свргавањем Никите Хрушчова и успоном Алексеја Косигина и Леонида Брежњева. Економска политика је била значајно подручје ретроспективне антихрушчовљевске критике у совјетској штампи. Ова „реформистичка“ економска тенденција у Совјетском Савезу имала је последице и извесно узајамно појачање у Источној Европи.
Косигин је критиковао неефикасност и инертност економске политике под претходном администрацијом. Он је представио план, укључујући идеје Либермана и Немчинова, на пленуму Централног комитета Комунистичке партије у септембру 1965. Прихватање плана од стране Централног комитета постало је кључно за практичну имплементацију теоријских идеја.

## Образложење

### Недостатак подстицаја
Према званичном образложењу реформе, све већа сложеност економских односа смањила је ефикасност економског планирања и самим тим смањила привредни раст. Уочено је да постојећи систем планирања није мотивисао предузећа да достигну високе стопе производње или уведу организационе или техничке иновације. За то није било подстицаја.
Дајући више слободе да се јавно одступе од партијске ортодоксије, новине су нудиле нове предлоге за совјетску економију. Инжењер авиона О. Антонов је 22. новембра 1961. објавио чланак у Известијама под насловом „За све и за себе“—залажући се за више моћи за директоре предузећа.

### Либерманови предлози
Евсеј Либерман са Харковског института за инжењерство и економију дао је економско образложење за реформу. Чланак Либермана на ову тему под насловом „Планови, профити и бонуси“ појавио се у Правди септембра 1962. Либерман, под утицајем економских „оптимизатора“, се залагао за (поновно) увођење профитабилности као основног економског индикатора. Либерман је изнео идеју да се друштвени интерес може унапредити пажљивим постављањем микроекономских параметара: „Оно што је профитабилно за друштво требало би да буде профитабилно за свако предузеће“.
Ови предлози су били контроверзни и критиковани посебно као назадовање ка капиталистичком економском систему. Критичари су такође тврдили да би ослањање на профитабилност искривило пропорције у којима се производила различита добра.
За разлику од Либермана 1962. године, Трапезников је сугерисао да су партијски доносиоци одлука прихватили потребу за реформом и да ће ускоро постати стварност. Следећег месеца, Правда је објавила још шест чланака академика, планера и менаџера који се залажу за реформу. Последњи од њих је дошао из Либермана. Овог пута критике су биле пригушене.
Покренуто је неколико економских експеримената да би се тестирали Либерманови предлози. Они су почели 1964. године са новом политиком за две фабрике конфекције: Бољшевичку у Москви и Мајак у Горком. Када се рад у фабрикама одеће показао подношљиво успешним, експеримент је проширен на око 400 других предузећа, углавном у великим градовима. Један експеримент у Лавову укључивао је рудник угља и фабрике које су производиле одећу, обућу и опрему за дизање тешких терета. Рудник угља је, посебно, наводно постао профитабилнији након преласка на систем који користи бонусе и независније доношење одлука. Међутим, нека експериментална постројења су наишла на проблеме због непоузданости добављача који су наставили да раде на старом систему. Фабрика Мајак била је суочена са дилемом у покушају да спроведе експерименталне реформе на основу централног мандата, док је истовремено примала контрадикторна наређења од локалног совнархоза (регионалног савета).

## Нацрт
Реформу су водили Централни комитет Комунистичке партије Совјетског Савеза и Савет министара. Састојао се од пет „група активности“:
1. Предузећа су постала главне економске јединице.
2. Број циљева политике смањен је са 30 на 9 .[36] Великих девет су: укупна производња у текућим велепродајним ценама, најважнији производи у физичким јединицама, укупан платни списак, укупни профит и профитабилност, изражена као однос добити према основним средствима и нормализованим обртним средствима; уплате у буџет и издвајања из буџета; укупни циљеви капиталних инвестиција за увођење нове технологије; и обим набавке сировина и опреме.
3. Економска независност предузећа. Предузећа су била обавезна да утврде детаљан асортиман и асортиман производа, сопственим средствима улажући у производњу, успоставе дугорочне уговорне аранжмане са добављачима и купцима и одреде број особља.
4. Кључни значај придаван је интегралним показатељима економске ефикасности производње — профиту и рентабилности. Постојала је могућност стварања низа фондова на основу профита — средстава за развој производње, материјалних подстицаја, становања итд. Предузећу је било дозвољено да користи средства по сопственом нахођењу.
5. Цене: Велепродајне цене би се поново калибрисале како би одражавале трошкове и подстицале економску ефикасност.[37]

### Профит, бонуси и плате
Најважније промене које су произашле из реформи Либермана/Косигина укључивале су улогу профита у совјетском економском систему. Рентабелност (профитабилност, рус. рентабельность) и реализација (продаја", рус. реализация) су постали двоструки индикатори успеха за предузећа. Рентабелност је била дефинисана у смислу односа између профита и капитала, док је реализација (такође у значењу спровођење) зависила од укупног обима продаје. Успех ових мерења је довео до алокације новца у фонд, који је могао да се исплаћује према унапред дефинисаном редоследу. Средства су прво отишла за плаћање капитала — укључујући камате плаћене Госбанци, Државној банци. Затим су прешли на нова подстицајна средства. Коначно, предузеће их може користити за проширење свог капитала за пословање. Сваки профит који прелази максимум за потрошњу отишао би у централни буџет.
Три „подстицајна“ фонда су била:
1. Фонд материјалног подстицаја (МИФ): новац за новчане бонусе радницима профитабилних предузећа;
2. Социо-културни и стамбени фонд (СЦФ): Фонд за друштвено и културно програмирање; и
3. Фонд за развој производње (ПДФ): „Развојни“ фонд за целокупну организацију.

Раније су бонуси давани из истог фонда као и плате. Сада су менаџери предузећа имали мало више дискреције у погледу тога како да их распореде. Могли би пребацити неке суме новца између бонус фонда и фонда социјалног старања. Такође су имали више моћи да утичу на плате тако што су класификовали различите раднике.
У пракси, бонуси су имали највећи утицај на плаћање елитног особља (техничара и „запослених“ за разлику од „ радника“), чиме су се супротставили ефекту реформи плата из Хрушчовљеве ере.
Експериментални систем уведен у неким предузећима нудио је додатне бонусе за одређена достигнућа — не само као део укупног профита. На пример, инжењери који ефикасније користе гориво (током несташице) могли би да добију велике премије израчунате као проценат новца који су уштедели.
Поред директније одговорности за фонд зарада, предузећа су добила и право да отпуштају раднике. У ствари, реформа је дала нови подстицај за отпуштања, што би у неким случајевима могло повећати профитабилност. (Када се то догодило, радници нису имали успостављену „мрежу социјалне заштите“ у виду осигурања за случај незапослености и помоћи у каријери).

### Рачуноводство предузећа
Да би се подстакло тачно планирање, предузећа би сада била кажњена за учинак испод или изнад планираних циљева.
Предузећа би такође плаћала ренту за земљиште и природне ресурсе. Образложење за ову праксу била је економска оптимизација. На пример, земљиште различитог квалитета захтевало је различите инпуте радне снаге да би се постигао исти учинак, и стога би требало различито да се урачунава у буџет предузећа.
Банкарски кредити, који би се касније отплаћивали са каматама, користили би се за финансирање више инвестиционих пројеката — да би се подстакло пажљиво коришћење средстава и брзо стварање профита. Било би постављено пет различитих каматних стопа, у распону од преференцијалних преко нормалних до казнених.
Додатни капитални трошак — тј. порез — би се процењивао за свако предузеће на основу капитала које је задржало: обртни капитал, опрема и вишак залиха.

### Више контроле предузећа над инвестиционим одлукама
Предузећа су морала да подносе годишње планове, зване техпромфинплан (од рус.  ( ру:Техпрофинплан ) - техничко-финансијски план производње), који предвиђа планове производње по кварталима и месецима. Виши службеници би тада одобрили ове планове (или не) и доделили залихе и новац. Предузеће затим продаје своје производе, у оквиру ограничења плана. Овлашћено је да одбије или врати (у року од десет дана) непотребне инпуте добављачу.
Кључна промена која је представљала „децентрализацију” била је делегирање одговорности над инвестицијама у модернизацију. Међутим, планови модернизације остали су подложни централном одобрењу, као и одобрењу банке која је позајмила новац.
Обим развоја који се очекивао под овим покровитељством био је далеко испод очекивања, пошто је неопходна радна снага и материјали једноставно била недовољна. Један одговор на овај проблем 1969. године био је пребацивање више подстицаја на извођаче радова.
План је такође позивао на култивацију нове врсте ефикаснијих и модернијих менаџера.

### Политичка реорганизација
У претходним епохама, важан слој административне контроле над производњом су били совнархози (совнархози, скраћеница речи које значе „Савет народне привреде“), регионални економски савети створени 1. децембра 1917. под контролом Врховног совјета национална привреда (ВСНКх, Весенкха). Ови савети су означили крај краткотрајне фазе радничке контроле над производњом, коју су бољшевици сматрали неефикасном. Према Новој економској политици која је почела 1921. године, предузећа су класификована на основу њихове релативне међузависности (и неопходности ратне производње) или аутономије (тј. она која су „обдарена потпуном финансијском и комерцијалном независношћу“). Многа предузећа у последњој категорији нису национализована, већ су стављена под вођство ВСНКх, са планом да се групишу у „трустове“ на основу производних ланаца или географске близине. Овај модел је прошао кроз разне реорганизације, укључујући јачање единоначалије, контролу производних јединица од стране једног менаџера. Ови појединачни менаџери су повремено контролисали широк спектар производних активности унутар једне области. Економска реформа из 1957. године поново је увела совнархози, њих 104, да управљају производњом по регионима. Тамо где је примењиво, они су блиско кореспондирали са границама области (политичке јурисдикције). Одмах су се појавиле притужбе да ови савети нису оптимизовали укупне производне ланце, због регионалне усмерености, и да су у супротности са овлашћењима Госплана. Године 1962. 104 совнархозија су консолидована у 47 већих јурисдикција (од којих је једна контролисала цео Узбекистан, Туркменистан, Таџикистан и Киргизију). Међутим, до 1962–1963, совнархози су постали потчињени бројним другим агенцијама и организацијама. Госплан је требало да буде лишен својих овлашћења за планирање у корист ревитализованог ВСНКх.
Косигин је циљао на ове „застареле облике управљања“ и укључио је у свом говору из 1965. повратак министарствима као главним администраторима. Његов план је личио на систем министарства под Стаљином, али са мањим бројем: девет свесавезних министарстава организованих од стране индустрије (нпр. Министарство лаке индустрије, Министарство радио индустрије, Министарство хемијске индустрије) и једанаест надзорних операција унутар сваког синдиката -република. Потоње регионалне агенције извештавале су и локално веће и централно министарство које је надлежно за врсту производње. Госплан је имао одговорност за израду годишњих и дугорочних планова, као и за усмеравање развоја и управљања ресурсима. Госнаб је постао примарни координатор материјално-техничког снабдевања и био је задужен за анализу великих размера (могуће коришћењем компјутера) како би повећао ефикасност ланца снабдевања.
Реформе из 1965. донекле су измениле улогу Партије у економској администрацији. Локални званичници требало је да надгледају операције са дистанце како би осигурали усклађеност са духом реформи.

### Рафинирање централног планирања
План је захтевао детаљније и научно централно планирање, укључујући годишње циљеве. Ови планови би се израчунавали коришћењем компјутерских система.
Дистрибуција залиха и производа одвијала би се на различите начине. Централни планери би издвојили одређена оскудна и витална добра. За друге, предузећа би могла да формирају "директне везе" у оквиру којих су развила уговорни однос размене.

## Имплементација
Аутори реформи су од самог почетка знали да ће промене ступити на снагу постепено, на основу пажљивог писања планова током 1966. и 1967. Прва 43 предузећа, заједно са неколико „експеримената“ за које је планирање почело пре септембарског пленума 1965. године, прешло је на нови модел почетком 1966. Прелазак додатних 180–200 обављен је почетком 1966. То су већ била профитабилна, добро позиционирана предузећа и добро су се одразила на реформу у раним евалуацијама. Првог јула 1966. прешло је још 430 предузећа; оне су укључивале неке велике операције и саме су чиниле 12% укупне производње. До краја 1966. године, више од 704 предузећа је увело нови модел.
Осми петогодишњи план би иницирао неке од предложених реформи. (Петогодишњи план се бавио широким спектром питања, са више фокуса на свеукупне услове живота људи. Очекивало се да ће бити спроведена унутар Партије.)
Већина лаке индустрије требало је да се пређе на нови модел почетком 1967. године. Преостала предузећа ће се пребацити у две фазе, ступајући на снагу 1. јула 1967. и 1. јануара 1968. Потпуни пренос свих предузећа одвијао се стабилно, ако не баш по плану. До 1. априла 1967. променило се 2.500 предузећа, одговорних за 20% производње. До краја године прешло је 7.000 индустријских предузећа (од 45.000), 1.500 аутопревозника (од 4.100) и свих 25 железничких система. Они су заједно чинили кичму совјетске индустрије. За њима су следила мања предузећа: 11.000 више 1968.
План је довео до значајне првобитне конфузију од стране менаџера предузећа који су током своје каријере потцењивали свој потенцијални учинак да би касније премашили своју квоту. Такође је био тежак захтев да се испоштују нове директиве пре него што су се сви аспекти економије (тј. цене, доступност ресурса) променили. А невољност одређених бирократа да се придржавају нове политике била је предмет сталне критике у штампи, укључујући и више уводника самог Либермана. У априлу 1966, на пример, Либерман је препоручио стварање „мозга труста реконструкције“ који би могао ставити вето на контрареформистичку политику у бирократији. Службеници вишег административног нивоа (тј. министарства) су наставили да издају наредбе у супротности са плановима профитабилности менаџера предузећа. Неки традиционални проблеми – као што је акумулација, контра профитабилност, вишка вредних залиха, како не би били потребни касније у време несташице – и даље су и даље присутни. Госнаб и министарства су окривљени што нису дали одговарајуће инпуте на располагање предузећима.
Ревизија цена, прва од 1955. године, објављена је средином 1966. године, очигледно након неких нетривијалних унутрашњих спорова. Ревизија је захтевала умерено поновно усклађивање цена, како би се више ускладила са трошковима производње, и ступила је на снагу у јулу 1967. Цене горива и руде на велико су порасле. Цене робе широке потрошње званично уопште нису порасле; па ипак, потрошачи су плаћали веће цене за ствари које су желели и које су им биле потребне, пошто су новије, скупље робе уведене на тржиште, а старе верзије повучене.

## Резултати
Економија је расла више у периоду 1966–1970 него у периоду 1961–1965. Многа предузећа су подстицана да продају или дају вишак опреме, пошто је сав расположиви капитал урачунат у обрачун продуктивности. Одређена мерења ефикасности су побољшана. То укључује раст продаје по рубљи капитала и пад плата по рубљи продаје. Предузећа су велики део свог профита, понекад и 80%, давала у централни буџет. Ове исплате "бесплатног" преосталог профита знатно су премашиле капиталне трошкове.
Међутим, централни планери нису били задовољни утицајем реформе. Посебно су приметили да су плате порасле без сразмерног пораста продуктивности. Многе специфичне промене су ревидиране или поништене 1969–1971.
Реформе су донекле смањиле улогу Партије у микроуправљању економским операцијама. Реакција на економски реформизам удружила се са противљењем политичкој либерализацији, што је подстакло инвазију на Чехословачку 1968.